# Jean-Marc Fontaine
Jean-Marc Fontaine (13 de março de 1944) é um matemático francês.
É professor da Universidade Paris Sul desde 1988.

## Prêmios
- Cours Peccot du Collège de France (1973)
- Prix Carrière de l'Académie des sciences (1984)
- Prix Humboldt-Gay Lussac de la fondation Alexander von Humboldt (2002)